# Discografia dei Marlene Kuntz
Questa pagina contiene la discografia dei Marlene Kuntz, comprensiva di album in studio, album dal vivo, EP, raccolte, singoli, demo, colonne sonore, tributi, cover, apparizioni inedite in altre pubblicazioni, e la videografia, comprensiva di VHS/DVD e videoclip.

## Discografia

### Album in studio
| Data | Titolo                              | Etichetta                    | Formato                  |
| ---- | ----------------------------------- | ---------------------------- | ------------------------ |
| 1994 | Catartica                           | CPI, PolyGram, Mercury       | CD, MC, Vinile, Digitale |
| 1996 | Il vile                             | CPI, PolyGram, Mercury       | CD, MC, Vinile, Digitale |
| 1999 | Ho ucciso paranoia                  | CPI, Sonica, Virgin, Mercury | CD, MC, Vinile, Digitale |
| 2000 | Che cosa vedi                       | Sonica, Virgin               | CD, MC, Vinile, Digitale |
| 2003 | Senza peso                          | EMI, Virgin                  | CD, Vinile, Digitale     |
| 2005 | Bianco sporco                       | EMI, Virgin                  | CD, Digitale             |
| 2007 | Uno                                 | EMI, Virgin                  | CD, Digitale             |
| 2010 | Ricoveri virtuali e sexy solitudini | Sony, Columbia               | CD, Vinile, Digitale     |
| 2013 | Nella tua luce                      | Sony, Columbia               | CD, Vinile, Digitale     |
| 2016 | Lunga attesa                        | Sony, Columbia               | CD, Vinile, Digitale     |
| 2022 | Karma Clima                         | Ala Bianca, Warner           | CD, Vinile, Digitale     |

### Album dal vivo
| Data | Titolo                   | Etichetta          | Formato                         |
| ---- | ------------------------ | ------------------ | ------------------------------- |
| 1999 | H.U.P. Live in Catharsis | Sonica, Edel       | CD, MC, Vinile, Digitale (2019) |
| 2006 | S-Low                    | EMI, Virgin        | CD, Digitale                    |
| 2009 | Cercavamo il silenzio    | Ala Bianca         | CD, Vinile                      |
| 2020 | 302010 MK²LIVE           | Ala Bianca, Warner | Vinile, Digitale                |
| 2024 | Catartica Live 2024      | Universal          | CD, Vinile, Digitale            |

### EP
| Data | Titolo             | Etichetta      | Formato                     |
| ---- | ------------------ | -------------- | --------------------------- |
| 1998 | Come di sdegno     | CPI, Sonica    | CD, Vinile (2018), Digitale |
| 2001 | Cometa             | Sonica, Virgin | CD, MC, Digitale            |
| 2004 | Fingendo la poesia | EMI, Virgin    | CD, Digitale                |
| 2014 | Pansonica          | Sony, Columbia | CD, Vinile, Digitale        |

### Raccolte
| Data | Titolo                              | Etichetta           | Info | Formato                  |
| ---- | ----------------------------------- | ------------------- | --- | ------------------------ |
| 1999 | Ho ucciso paranoia + Spore          | CPI, Sonica, Virgin | Versione con un secondo disco contenente jam sessions. Stampato in formato vinile in edizione limitata e numerata nel 2017. | CD (1999), Vinile (2017) |
| 2000 | H.U.P. Live in Catharsis + In Video | Sonica, Edel        | Versione in edizione limitata con CD-ROM contenente videoclip.                                                              | CD + CD-ROM              |
| 2001 | Spore                               | EMI, Virgin         | Raccolta di brani selezionati per il mercato europeo contenente 4 riarrangiamenti.                                          | CD                       |
| 2008 | Canzoni per voi                     | EMI, Virgin         | Raccolta di brani selezionati allegata alla rivista Repubblica XL contenente 2 live inediti.                                | CD                       |
| 2009 | Best of Marlene Kuntz               | EMI, Virgin         | Raccolta di brani selezionati contenente 3 inediti.                                                                         | CD, Digitale             |
| 2012 | Canzoni per un figlio               | Sony, Columbia      | Raccolta “concept” di brani riarrangiati contenente 2 inediti.                                                              | CD, Digitale             |
| 2019 | MK30 - Best & beautiful             | Ala Bianca, Warner  | Raccolta composta da 3 dischi di brani selezionati della band e del progetto Beautiful.                                     | CD, Digitale             |
| 2019 | MK30 - Covers & Rarities            | Ala Bianca, Warner  | Raccolta composta da 2 dischi di brani cover e rarità.                                                                      | Vinile, Digitale         |

### Singoli e promo
| Data | Titolo                                        | Etichetta            | Tipo                       |
| ---- | --------------------------------------------- | -------------------- | -------------------------- |
| 1996 | Come stavamo ieri/Retrattile                  | CPI                  | Promo                      |
| 1998 | Aurora                                        | CPI, Sonica          | Promo                      |
| 1998 | L'odio migliore                               | CPI, Sonica, Mercury | CD singolo                 |
| 1999 | Infinità                                      | CPI, Sonica          | Promo                      |
| 1999 | Canzone di domani                             | CPI, Sonica          | Promo                      |
| 1999 | In Video                                      | CPI, Sonica          | Promo (CD-ROM)             |
| 2000 | Canzone di oggi                               | Sonica, Virgin       | CD singolo, Promo          |
| 2000 | Serrande alzate                               | Sonica, Virgin       | Promo                      |
| 2000 | La canzone che scrivo per te (feat. Skin)     | Sonica, Virgin       | CD singolo                 |
| 2003 | A fior di pelle                               | EMI, Virgin          | CD singolo                 |
| 2003 | Notte                                         | EMI, Virgin          | Promo                      |
| 2005 | Bellezza                                      | EMI, Virgin          | Promo                      |
| 2005 | Poeti                                         | EMI, Virgin          | Promo (digitale)           |
| 2006 | Schiele, lei, me (live)                       | EMI, Virgin          | Promo                      |
| 2007 | Uno                                           | EMI, Virgin          | Promo                      |
| 2007 | Musa                                          | EMI, Virgin          | Promo (digitale)           |
| 2009 | Canzone in prigione                           | EMI, Virgin          | Promo                      |
| 2009 | Impressioni di settembre                      | EMI, Virgin          | Promo (digitale)           |
| 2010 | Paolo anima salva                             | Sony, Columbia       | Promo (digitale)           |
| 2011 | Un piacere speciale                           | Sony, Columbia       | Promo (digitale)           |
| 2012 | Impressioni di settembre/Glima                | Sony, Columbia       | Vinile                     |
| 2012 | Monnalisa                                     | Sony, Columbia       | Promo (digitale)           |
| 2013 | Solstizio                                     | Sony, Columbia       | Promo (digitale)           |
| 2013 | Il genio (L'importanza di essere Oscar Wilde) | Sony, Columbia       | Promo (digitale)           |
| 2013 | Seduzione                                     | Sony, Columbia       | Promo (digitale)           |
| 2014 | Sotto la luna                                 | Sony, Columbia       | Promo (digitale)           |
| 2014 | Oblio                                         | Sony, Columbia       | Promo (digitale)           |
| 2016 | Fecondità                                     | Sony, Columbia       | Promo (digitale)           |
| 2016 | Leda (radio edit)                             | Sony, Columbia       | Promo (digitale)           |
| 2019 | Bella Ciao (feat. Skin)                       | Ala Bianca, Warner   | Vinile, Singolo (digitale) |
| 2019 | Karma Police                                  | Ala Bianca, Warner   | Promo (digitale)           |
| 2022 | La fuga                                       | Ala Bianca, Warner   | Promo (digitale)           |
| 2022 | Vita su Marte                                 | Ala Bianca, Warner   | Promo (digitale)           |

### Demo
| Data | Titolo  | Etichetta    | Formato |
| ---- | ------- | ------------ | ------- |
| 1990 | Demo 90 | Autoprodotto | CD, MC  |
| 1991 | Demo 91 | Autoprodotto | CD, MC  |
| 1992 | Demo 92 | Autoprodotto | CD, MC  |

### Colonne sonore
| Data | Album                               | Etichetta   | Tipo         |
| ---- | ----------------------------------- | ----------- | ------------ |
| 1995 | Materiale resistente                | CPI         | CD, MC       |
| 1996 | Jack Frusciante è uscito dal gruppo | CPI         | CD, MC       |
| 1997 | Tutti giù per terra                 | CPI         | CD, MC       |
| 2009 | Tutta colpa di Giuda                | Ala Bianca  | CD, Digitale |
| 2012 | Cosimo e Nicole                     | Sugar Music | CD, Digitale |
| 2022 | Io sono Vera                        | Ala Bianca  | Digitale     |

### Tributi e cover
| Data | Titolo                           | Album                                                 | Info                                         |
| ---- | -------------------------------- | ----------------------------------------------------- | -------------------------------------------- |
| 1995 | Hanno crocifisso Giovanni        | Materiale resistente                                  | Tributo per l'anniversario della Resistenza. |
| 1998 | A Last Straw                     | The different you – Robert Wyatt e noi                | Cover di Robert Wyatt.                       |
| 2004 | Non gioco più                    | Fingendo la poesia                                    | Cover di Mina.                               |
| 2004 | Alle prese con una verde milonga | Fingendo la poesia                                    | Cover di Paolo Conte.                        |
| 2008 | Siberia                          | Il dono - Artisti vari reinterpretano i Diaframma     | Cover dei Diaframma.                         |
| 2008 | E lui cantava                    | Amore non ne avremo: 26 canzoni per Peppino Impastato | Tributo a Peppino Impastato.                 |
| 2009 | La libertà                       | Best of Marlene Kuntz                                 | Cover di Giorgio Gaber.                      |
| 2009 | Impressioni di settembre         | Best of Marlene Kuntz                                 | Cover della PFM.                             |
| 2010 | White Rabbit                     | Beautiful                                             | Cover dei Jefferson Airplane.                |
| 2012 | Monnalisa                        | Tributo a Ivan Graziani                               | Cover di Ivan Graziani.                      |
| 2017 | Karma Police                     | KO Computer – 12 artisti omaggiano OK Computer        | Cover dei Radiohead.                         |
| 2019 | Bella Ciao (feat. Skin)          | MK30 - Covers & Rarities                              | Inno della Resistenza.                       |

### Apparizioni inedite
| Data | Titolo                          | Album                              | Info                                                                                        |
| ---- | ------------------------------- | ---------------------------------- | ------------------------------------------------------------------------------------------- |
| 1991 | Merry Christmas                 | Attitudine Mentale Positiva Vol. 2 | Contiene la prima versione di Merry X-Mas.                                                  |
| 1991 | Fuoco                           | Fermiamoli                         | Contiene la prima versione di Fuoco su di te.                                               |
| 1992 | Ape Regina (remix)              | Punto Zero Numero 9/10             | Contiene una versione inedita di Ape Regina.                                                |
| 1992 | La canzone di domani            | Rock Targato Italia '92            | Allegato alla rivista Tutto Musica, contiene la prima versione di Canzone di domani.        |
| 1995 | Il Bimbo del macello (live)     | Bande rumorose                     | Album live dei Yo Yo Mundi. Cristiano Godano e Riccardo Tesio alle chitarre.                |
| 1995 | Bande rumorose (live)           | Bande rumorose                     | Album live dei Yo Yo Mundi. Cristiano Godano e Riccardo Tesio alle chitarre.                |
| 1996 | Dragon                          | Dentro me                          | Album dei La Crus. Cristiano Godano ai cori.                                                |
| 1998 | Nessun presente                 | Che fine ha fatto Lazlotòz         | Album di Giorgio Canali. Cristiano Godano e Riccardo Tesio alle chitarre.                   |
| 1998 | Retrattile (live)               | Rock Sound Sampler – Vol. 2        | Versione inedita live. Allegato alla rivista Rocksound di giugno 1998.                      |
| 1998 | Le grandi scoperte              | Tramatenue                         | Album di Ginevra Di Marco. Cristiano Godano alla voce.                                      |
| 1999 | In delirio (live)               | Rock Sound Sampler – Vol. 20       | Allegato alla rivista Rocksound di novembre 1999.                                           |
| 2000 | L'odio migliore (live)          | Mucchio – Gennaio 2000             | Versione inedita live. Allegato alla rivista Il Mucchio Selvaggio di gennaio 2000.          |
| 2001 | Trasudamerica (live)            | Rock Sound Sampler – Vol. 37       | Versione inedita live. Allegato alla rivista Rocksound di maggio 2001.                      |
| 2004 | Deriva finita                   | A.C.A.U. La nostra meraviglia      | Album di Gianni Maroccolo. Cristiano Godano alla voce.                                      |
| 2005 | Bellezza (versione alternativa) | Lo Zecchino d'Oro dell'underground | Contiene una versione inedita di Bellezza con Enrico Godano.                                |
| 2006 | Take Me On                      | Fake Chemical State                | Album di Skin. Cristiano Godano e Riccardo Tesio alle chitarre e Luca Bergia alla batteria. |
| 2009 | Lieve (live)                    | Le città viste dal basso           | Album live dei Perturbazione. Cristiano Godano alla voce.                                   |
| 2014 | Rinascere Hugs Suite            | Vdb23/Nulla è andato perso         | Album di Gianni Maroccolo con Claudio Rocchi. Cristiano Godano alla voce.                   |
| 2014 | Le cose da sola                 | —                                  | Collaborazione con Angela Baraldi. Chitarre e testo di Cristiano Godano.                    |
| 2017 | Forma e sostanza                | La mia generazione                 | Album di Mauro Ermanno Giovanardi. Cover dei CSI. Cristiano Godano alla voce.               |
| 2017 | Narrazione (live)               | Nulla è andato perso               | Versione inedita live. Album di Gianni Maroccolo. Cristiano Godano alla voce.               |
| 2018 | L'Originale                     | —                                  | Singolo e videoclip dei Dunk. Riccardo Tesio alle chitarre.                                 |
| 2018 | Capitale                        | —                                  | Singolo dei Dunk. Riccardo Tesio alle chitarre.                                             |
| 2018 | Stradina (live)                 | —                                  | Videoclip live dei Dunk. Riccardo Tesio alle chitarre.                                      |

## Videografia

### VHS/DVD
| Data | Titolo                          | Etichetta               | Regia                              | Formato                | Info |
| ---- | ------------------------------- | ----------------------- | ---------------------------------- | ---------------------- | --- |
| 1997 | Petali di candore               | CPI, Sonica, PolyGram   | Guido Chiesa                       | VHS (1997), DVD (2016) | Film documentario registrato durante il tour del secondo disco contenente backstage, interviste e brani dal vivo. Ristampato in edizione limitata in formato DVD con contenuti extra nel 2016 allegato alla ristampa in vinile de Il vile. |
| 2006 | MTV Storytellers: Marlene Kuntz | EMI, Virgin             | Christian Gandini                  | DVD                    | Concerto dal vivo registrato nel 2005 tenutosi nell'Aula Magna Santa Lucia dell'Università di Bologna per la trasmissione MTV Storytellers.                                                                                                |
| 2009 | Cercavamo il silenzio           | Al-kemi, Ala Bianca     | Fernando Maraghini e Erica Pacileo | DVD                    | Concerto dal vivo registrato nel 2009 tenutosi al Teatro Sannazaro di Napoli durante il tour del settimo disco Uno (2007). |
| 2016 | Complimenti per la festa        | Feltrinelli Real Cinema | Sebastiano Luca Insinga            | DVD                    | Film documentario sugli esordi della band e sulla nascita del primo disco Catartica (1994) contenente backstage, interviste e brani dal vivo.                                                                                              |

### Video musicali
| Data | Titolo                                        | Album                               | Regia di                                  |
| ---- | --------------------------------------------- | ----------------------------------- | ----------------------------------------- |
| 1993 | Fuoco (su di te)                              | Catartica                           | Marco Sasia                               |
| 1994 | Merry X-Mas                                   | Catartica                           | Guido Chiesa                              |
| 1994 | Lieve                                         | Catartica                           | Guido Chiesa                              |
| 1995 | Hanno crocifisso Giovanni (live)              | Materiale resistente                | Davide Ferrario & Guido Chiesa            |
| 1996 | Come stavamo ieri                             | Il vile                             | Guido Chiesa                              |
| 1997 | Festa mesta (live)                            | —                                   | Francesca Dall'Olio & Guido Chiesa        |
| 1998 | L'odio migliore                               | Ho ucciso paranoia                  | Niels Jensen                              |
| 1999 | Infinità                                      | Ho ucciso paranoia                  | Niels Jensen                              |
| 1999 | Le Putte                                      | Ho ucciso paranoia                  | Carlo "Garedo" Tombola                    |
| 1999 | In delirio                                    | Ho ucciso paranoia                  | Andrea Linke & Matteo Bonifazio           |
| 1999 | Canzone di domani                             | —                                   | Niels Jensen                              |
| 1999 | Sonica (live)                                 | —                                   | Leonardo Conti                            |
| 2000 | Canzone di oggi                               | Che cosa vedi                       | Niels Jensen                              |
| 2000 | La canzone che scrivo per te (feat. Skin)     | Che cosa vedi                       | Beniamino Catena                          |
| 2000 | Serrande alzate                               | Che cosa vedi                       | Beniamino Catena                          |
| 2003 | A fior di pelle                               | Senza peso                          | Beniamino Catena                          |
| 2003 | Notte                                         | Senza peso                          | Beniamino Catena                          |
| 2005 | Poeti                                         | Bianco sporco                       | Laura Chiossone                           |
| 2005 | Bellezza                                      | Bianco sporco                       | Paolo Cirelli                             |
| 2007 | Musa                                          | Uno                                 | Laura Chiossone                           |
| 2007 | Musa                                          | Uno                                 | Marco Gentile                             |
| 2009 | Impressioni di settembre                      | Best of Marlene Kuntz               | Stefano Bertelli                          |
| 2009 | Canzone in prigione                           | Tutta colpa di Giuda                | Davide Ferrario                           |
| 2011 | Paolo anima salva                             | Ricoveri virtuali e sexy solitudini | Masbedo                                   |
| 2011 | Io e me                                       | Ricoveri virtuali e sexy solitudini | Masbedo                                   |
| 2011 | Vivo                                          | Ricoveri virtuali e sexy solitudini | Masbedo                                   |
| 2011 | Un piacere speciale                           | Ricoveri virtuali e sexy solitudini | Masbedo                                   |
| 2012 | Canzone per un figlio                         | Canzoni per un figlio               | Jacopo Rondinelli                         |
| 2012 | Il partigiano                                 | —                                   | Flavio Nani                               |
| 2012 | Monnalisa                                     | Tributo a Ivan Graziani             | Ivana Smudja                              |
| 2013 | Solstizio                                     | Nella tua luce                      | Simone Cargnoni & Sebastiano Luca Insinga |
| 2013 | Il genio (L'importanza di essere Oscar Wilde) | Nella tua luce                      | Ivana Smudja                              |
| 2013 | Seduzione                                     | Nella tua luce                      | Francesco Amato                           |
| 2014 | Sotto la luna                                 | Pansonica                           | Niels Jensen                              |
| 2016 | Fecondità                                     | Lunga attesa                        | Trilathera                                |
| 2016 | Leda (radio edit)                             | Lunga attesa                        | Trilathera                                |
| 2019 | Bella Ciao (feat. Skin)                       | MK30 - Covers & Rarities            | Michele Piazza                            |
| 2019 | Karma Police                                  | MK30 - Covers & Rarities            | Sebastiano Luca Insinga                   |
| 2022 | La fuga                                       | Karma Clima                         | Marco Jeannin                             |
| 2022 | Vita su Marte                                 | Karma Clima                         | Michele Piazza                            |

## Altre pubblicazioni
| Data | Titolo                                                  | Etichetta           | Tipo                         | Info |
| ---- | ------------------------------------------------------- | ------------------- | ---------------------------- | --- |
| 1996 | Videolabile                                             | CPI                 | VHS                          | Archivio video dell'etichetta CPI. Contiene i videoclip di Fuoco (su di te), Lieve e Merry X-Mas.                       |
| 1998 | Videolabile 2                                           | CPI                 | VHS                          | Archivio video dell'etichetta CPI. Contiene i videoclip di Come stavamo ieri e Festa Mesta (live).                      |
| 2006 | Nun Lover!                                              | Load Up, Venus      | Album (CD)                   | Progetto musicale Spleen di Cristiano Godano, Rob Ellis, Josh Klinghoffer e Giorgio Vendola.                            |
| 2008 | I vivi                                                  | Rizzoli Editore     | Libro                        | Racconti di narrativa a cura di Cristiano Godano.                                                                       |
| 2009 | Glima e schegge d'incanto in fondo al dubbio            | Al-kemi, Ala Bianca | Album (CD)                   | Progetto musicale M3 con Gianni Maroccolo e Masbedo.                                                                    |
| 2009 | La signorina Else                                       | RaroVideo           | DVD                          | Film muto di Paul Czinner sonorizzato con Gianni Maroccolo e Ivana Gatti.                                               |
| 2010 | Terrore                                                 | Al-kemi, Ala Bianca | DVD                          | Reading musicato da Cristiano Godano e Riccardo Tesio.                                                                  |
| 2010 | Nel vuoto                                               | Rizzoli Editore     | Libro + DVD                  | Cofanetto contenente la ristampa de I vivi (2008) e il reading Terrore (2010).                                          |
| 2010 | Flowers                                                 | Al-kemi, Ala Bianca | Promo (digitale)             | Progetto musicale Beautiful con Gianni Maroccolo e Howie B.                                                             |
| 2010 | In your eyes                                            | Al-kemi, Ala Bianca | CD singolo, Videoclip        | Progetto musicale Beautiful con Gianni Maroccolo e Howie B.                                                             |
| 2010 | Beautiful                                               | Al-kemi, Ala Bianca | Album (CD)                   | Progetto musicale Beautiful con Gianni Maroccolo e Howie B.                                                             |
| 2011 | Gorilla                                                 | Al-kemi, Ala Bianca | Promo (digitale)             | Progetto musicale Beautiful con Gianni Maroccolo e Howie B.                                                             |
| 2013 | Lo show dei tuoi sogni                                  | Einaudi Editore     | EBook                        | Racconto di Tiziano Scarpa sonorizzato da Luca Bergia e Davide Arneodo.                                                 |
| 2013 | Nella tua luce – Deluxe                                 | Sony, Columbia      | Album (CD)                   | Versione booklet del disco Nella tua luce con libro fotografico di Simone Cargnoni.                                     |
| 2013 | Nella tua luce – Commentary                             | Sony, Columbia      | Streaming                    | Commento “track by track” del disco Nella tua luce su Deezer.                                                           |
| 2014 | Perfect Day                                             | Lilium, La Mantide  | Videoclip (live)             | Progetto musicale live di Giancarlo Onorato e Cristiano Godano. Cover di Lou Reed.                                      |
| 2014 | Ex Live                                                 | Lilium, La Mantide  | Album (CD, digitale)         | Progetto musicale live di Giancarlo Onorato e Cristiano Godano.                                                         |
| 2014 | Catartica                                               | Tannen, Universal   | Album (vinile)               | Ristampa del vinile in edizione limitata e numerata.                                                                    |
| 2015 | Manifesto                                               | YAG Film            | Film                         | Documentario e riprese dell'ultimo concerto del progetto Beautiful in streaming e download su Vimeo.                    |
| 2016 | Il vile                                                 | Tannen, Universal   | Album (vinile)               | Ristampa del vinile in edizione limitata e numerata con libro fotografico di Francesca Dall'Olio.                       |
| 2016 | Petali di candore                                       | Tannen, Universal   | DVD                          | Ristampa del film uscito nel 1997 con contenuti extra, allegato alla ristampa limitata del vinile de Il vile.           |
| 2017 | I Racconti del Vile                                     | –                   | Libro                        | Contiene racconti, significati e aneddoti sui brani del disco Il vile, scritto da Cristiano Godano (stampa limitata).   |
| 2017 | Catartica Tour 994/014 – Il Concerto                    | Jump Cut            | Film TV                      | Concerto dal vivo tratto dal tour celebrativo del 2014 di Catartica trasmesso in esclusiva su Sky Arte HD.              |
| 2017 | Il vile                                                 | Tannen, Universal   | Album (vinile)               | Ristampa del vinile in edizione limitata e numerata.                                                                    |
| 2017 | Ho ucciso paranoia + Spore                              | Tannen, Universal   | Album (vinile)               | Prima stampa del vinile in versione doppia in edizione limitata e numerata.                                             |
| 2018 | Come di sdegno                                          | Tannen, Universal   | Album (vinile)               | Prima stampa del vinile in edizione limitata e numerata.                                                                |
| 2019 | H.U.P. Live in Catharsis                                | Tannen, Universal   | Album (vinile)               | Ristampa del vinile in edizione limitata e numerata.                                                                    |
| 2019 | H.U.P. Live in Catharsis – Remastered                   | Universal           | Album (digitale)             | Remaster dell'album live distribuito sulle piattaforme streaming.                                                       |
| 2019 | Nuotando nell'aria. Dietro 35 canzoni dei Marlene Kuntz | La nave di Teseo    | Libro                        | Contiene racconti, significati e aneddoti sui brani dei primi tre dischi della band, scritto da Cristiano Godano.       |
| 2019 | Alter Marlene                                           | –                   | Fotolibro                    | Album fotografico in edizione limitata che raccoglie foto inedite scattate durante il tour 30 : 20 : 10 MK al quadrato. |
| 2020 | Nuotando nell'aria. Dietro 35 canzoni dei Marlene Kuntz | Audible Studios     | Audiolibro                   | Il libro letto da Cristiano Godano in esclusiva sulla piattaforma Audible.                                              |
| 2020 | Ti voglio dire                                          | Ala Bianca          | Promo (digitale), Videoclip  | Progetto musicale solista di Cristiano Godano.                                                                          |
| 2020 | Com'è possibile                                         | Ala Bianca          | Videoclip                    | Progetto musicale solista di Cristiano Godano.                                                                          |
| 2020 | Mi ero perso il cuore                                   | Ala Bianca          | Album (CD, vinile, digitale) | Progetto musicale solista di Cristiano Godano.                                                                          |
| 2020 | Ho bisogno di te                                        | Ala Bianca          | Promo (digitale), Videoclip  | Progetto musicale solista di Cristiano Godano.                                                                          |
| 2020 | Nella tua luce                                          | Sony, Columbia      | Album (vinile)               | Ristampa del vinile in edizione limitata (non autorizzata).                                                             |
| 2020 | Che cosa vedi                                           | Universal           | Album (vinile)               | Ristampa del vinile in edizione limitata.                                                                               |
| 2020 | Figlio e padre                                          | Ala Bianca          | Videoclip                    | Progetto musicale solista di Cristiano Godano.                                                                          |
| 2021 | Padre e figlio                                          | Ala Bianca          | Videoclip                    | Progetto musicale solista di Cristiano Godano.                                                                          |
| 2021 | Lunga attesa                                            | Sony, Columbia      | Album (vinile)               | Ristampa del vinile in edizione limitata (non autorizzata).                                                             |
| 2022 | Ricoveri virtuali e sexy solitudini                     | Sony, Columbia      | Album (vinile)               | Ristampa del vinile in edizione limitata (non autorizzata).                                                             |
| 2022 | Canzoni per un figlio                                   | Sony, Columbia      | Album (vinile)               | Ristampa del vinile in edizione limitata (non autorizzata).                                                             |